# Mini Metro
Mini Metro — компьютерная игра-головоломка в жанре симулятора метрополитена, разработанная командой независимых разработчиков Dinosaur Polo Club.
Mini Metro предлагает построить и эффективно развивать сеть метрополитена растущего города, увеличение пассажиропотока которого постепенно приводит к переполнению станций. Игра использует минималистичный подход как в графическом, так и звуковом оформлении. Станции представлены узлами на карте в виде простых геометрических фигур, а игрок может соединять их и создавать ветки метро, рисуя на карте новые линии. Как в игровом процессе, так и для звукового сопровождения в Mini Metro используется процедурная генерация — случайным образом происходят появление новых станций и формирование потребностей города, а звуковое сопровождение отражает происходящие в игре события и действия игрока. В игре используются яркие цвета и простые геометрические формы, которые воспроизводят дизайн современных схем метро.
Первый прототип Mini Metro создан в апреле 2013 года в рамках соревнования по разработке компьютерных игр Ludum Dare под названием Mind the Gap. В дальнейшем разработчики продолжили работу над проектом, в сентябре 2013 года выпустив свободно распространяемую версию для веб-браузеров. Развитие игры прошло этап публикации в Steam Greenlight, а 11 августа 2014 года Mini Metro вышла в раннем доступе для PC. Официальный выход Mini Metro произошёл для персональных компьютеров 6 ноября 2015 года, для Android и iOS платформ 18 октября 2016 года и для Nintendo Switch 30 августа 2018 года.
Mini Metro привлекла внимание игровой прессы до её официального выпуска — во время раннего доступа. Игра получила преимущественно положительные отзывы, в которых её хвалили за интуитивно понятный интерфейс, простоту игрового процесса, изящный минималистский дизайн. Критики хорошо отнеслись к интерактивному звуковому сопровождению, предложенной разработчиками симуляции и игровому балансу. Некоторые замечания были сделаны в отношении игрового руководства и управления в версиях для мобильных устройств. Mini Metro удостоилась ряда наград игровой индустрии.

## Игровой процесс
Mini Metro — компьютерная стратегическая игра в жанре головоломки, в которой игрок может построить эффективную сеть метрополитена растущего города. Игра предлагает 34 независимых друг от друга локации, каждый из которых представляет собой модель существующего в реальности города, изображённую на экране. Изначально на ней появляется три станции метро, и в дальнейшем игрок строит ветки метрополитена и обеспечивает потребности растущего транспортного трафика, стараясь продержаться как можно дольше. В игре используется минималистичный визуальный стиль, напоминающий настоящие схемы метро прямыми линиями и яркими цветами.

### Симуляция
Каждая станция находится в некоторой точке и изображается на карте одной из полых геометрических фигур (квадрат, треугольник, звезда и тому подобное). Фигура определяет тип пассажиров, которых станция может принять. Со временем на станциях появляются люди, изображаемые в виде сплошных геометрических фигур меньшего размера; их форма соответствует тем станциям, на которые пассажиры хотят приехать. Всего в Mini Metro имеется три базовых типа станций (в форме круга, квадрата и треугольника) и редкие станции (другие фигуры).
Игровой процесс спроектирован так, что квадратных станций на карте мало, в их сторону идёт большой трафик, а из них — малый. Круглых станций, напротив, много, при этом на них появляется много людей. Треугольные станции занимают по этим характеристикам промежуточное положение. В начале игры есть только станции базовых типов, а со временем появляются и редкие, при этом некоторые из станций могут изменить свой тип. Пассажиры появляются на станциях случайным образом, но игровые механики таковы, что частота их появления зависит от типа станции, времени суток (при этом используется модель пиковых нагрузок), близости к центру карты и времени, прошедшего с начала уровня (интенсивность со временем возрастает). Пассажиры обладают некоторым интеллектом: например, если они не могут доехать напрямую с одной станции на другую по одной линии, то они выбирают маршрут с пересадкой. Сами же пересадки требуют времени, и стратегии игрока могут включать минимизацию подобных издержек.
После завершения игры Mini Metro предоставляет статистику развития транспортной системы, в которой отражены графики по времени ряда показателей, таких как количество перевезённых пассажиров, общая протяжённость сети, среднее время ожидания пассажиров и другие. В игру встроены средства для сохранения динамики развития, что интегрировано в среду́ приложения. Так, по окончании игры можно создать анимационный ролик, описывающий, как развивалась транспортная сеть, имеются встроенные средства публикации изображений из игры и так далее.

### Игровые механики
Игрок может строить ветки метро, связывающие станции, посредством рисования ломаных линий по горизонтали, вертикали или диагонали. По построенным маршрутам метрополитена начинают двигаться поезда — они останавливаются на станциях, где происходят посадка и высадка пассажиров. Игрок строит через реки мосты или туннели, но их доступное количество ограничено, что осложняет прокладку веток метро. Симуляция метро может быть приостановлена в любой момент для анализа ситуации, реконструкции и корректировки маршрутов поездов. Помимо этого, игроку доступен ряд других манипуляций с игровыми объектами. Так, игрок может перебрасывать поезда с одной ветки или станции на другую, прицеплять и отцеплять вагоны, изменять направление движения и т. д. Появление со временем новых станций и возрастающий поток пассажиров приводят к тому, что транспортная сеть становится более сложной в управлении, в чём и заключается игровой вызов.
Частью игрового процесса является отображаемое игровое время — текущее время суток и день недели. В конце каждой недели игроку выдаются улучшения — один локомотив и ещё один на выбор из двух случайных вариантов, среди которых могут быть дополнительная ветка метро, вагон поезда, дополнительные туннели или превращение одной из станций в «развязку» (увеличивает количество возможных пассажиров, ожидающих на станции, и скорость их посадки и высадки).

### Режимы игры
В «нормальном» режиме игры каждая станция может вместить ограниченное число ожидающих пассажиров; если из-за перегрузки это число превышается, то на станции со временем растёт напряжение, и превышение некоторого его предела приводит к проигрышу и завершению уровня. Если же проезжающие поезда забирают пассажиров и их число становится меньше предельного, то напряжение спадает и угроза проигрыша исчезает. После неудачи игрок может продолжить развивать свою транспортную сеть в «бесконечном» режиме игры, в котором станции не имеют ограничений по вместимости. В «экстремальном» режиме после прокладки линий метро их изменить невозможно, отсутствует также возможность перемещать поезда и вагоны с линии на линию. Режим «ежедневных задач» (англ. daily challenge) предлагает каждый день новые варианты городов и условий игры, и по его окончании формируется список победителей. В режиме «Креатив» игрок может самостоятельно развивать метро. Он может поставить станцию, изменить её фигуру или вообще удалить. Все ресурсы в этом режиме не ограничены.
Изначально игроку доступны к прохождению не все города (только Лондон, Париж и Нью-Йорк). Другие города открываются постепенно после достижения игроком некоторых целей. Так, если в одном из трёх упомянутых городов будет перевезено 200 пассажиров, то становится доступным город Берлин. Сами же города имеют свои особенности, влияющие на игровой процесс. Например, в городе Осака доступны скоростные поезда «Синкансэн», а в Каире у поездов меньше вместимость (4 пассажира вместо 6, как в других городах).

## Разработка и выпуск

### Mind the Gap
Mini Metro была разработана независимой студией Dinosaur Polo Club, состоящей из двух человек и базирующейся в Новой Зеландии. Это первая игра студии, основанной в 2013 году братьями-близнецами Питером и Робертом Карри. После окончания университета в 2001—2002 годах братья работали в студии Sidhe Interactive, но в августе 2006 года покинули её с целью продолжить карьеру в независимой разработке игр, основав втроём с одним из программистов Sidhe компанию Wandering Monster Studios. Запущенный ими проект многопользовательской кооперативной игры завершился неудачей из-за большой сложности. В итоге в 2008 году они выложили разработанный инструментарий в открытый доступ, а сами закрыли студию и вернулись на обычную работу, занявшись веб-программированием. У Питера было множество разработанных и незавершённых «игровых движков», а также идей для игр. В год создания студии Dinosaur Polo Club и появления Mini Metro (2013) Питер женился и взял на себя роль «папы на дому», и поэтому на разработку у него было около трёх часов времени в сутки. Роберт проводил на работе полный день и в свободное от неё время мог заниматься программированием немногим больше Питера. В данных обстоятельствах братья решили выбрать такой проект, который мог бы быть завершён при их ограничениях, и для этого перебрали множество вариантов.
В ходе поиска Питер и Роберт расписали свои сильные и слабые стороны и пришли к выводу, что их игра не должна включать созданных вручную уровней, используя вместо этого процедурную генерацию. Помимо этого, не нужно было использовать сложную графику ввиду их «нулевого» художественного опыта. Они решили, что концепция игры не должна зависеть от аудиосопровождения, так как у них не было навыков создания музыки. В то же время у братьев была большая игровая история в настольных, мобильных и видеоиграх; имелся опыт в веб-программировании и игровой индустрии; а кроме того, они считали, что хорошо разбираются в игровых механиках и могут реализовать простой дизайн. Анализ своих возможностей позволил им не только сразу же отмести 90 % потенциальных идей, но и стимулировал появление и развитие новых из-за осознаваемых ограничений.
Идея пришла Роберту Карри во время посещения Лондона и его метрополитена, где он с трудом находил маршруты, чтобы добраться из одной точки в другую. Решение такой задачи Роберт посчитал интересным и рассказал брату о ней как об идее для создания игры. Питер, в свою очередь, предложил сделать так, чтобы карта города была динамичной, а пассажиры были интеллектуальными агентами, что в совокупности должно было сделать игру более сложной, чем простые путешествия по фиксированной карте. Братья не занимались прототипированием до апреля 2013 года, когда проходил конкурс разработки компьютерных игр Ludum Dare 26. Его формат представлял собой создание игры за 48 часов, и это для Питера и Роберта стало важным ограничением, так как они посчитали, что если не смогут получить прототип за два дня, то вряд ли у них получится довести игру до полноценного выпуска. Таким образом началось создание Mini Metro, и игра под названием Mind The Gap приняла участие в конкурсе в категории «Минимализм». Её концепция заключалась в том, чтобы дать игроку возможности построить транспортную систему, в которой пассажиры перемещаются между узлами по линиям, имитирующим железные дороги и железнодорожные станции. Mind the Gap в рамках конкурса заняла 1-е место в категории Innovation (с англ. — «Инновации») и 7-е место в категории Overall (с англ. — «Общая»).

### От альфа-версии к раннему доступу

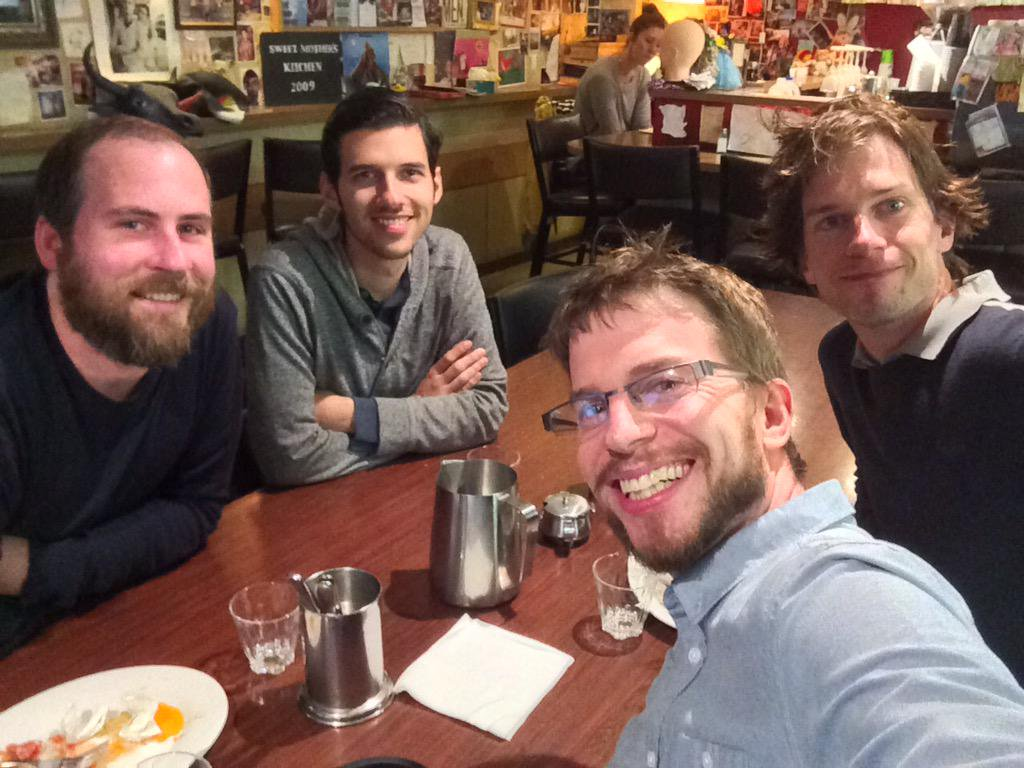
Разработчики Mini Metro (слева направо): Джейми Черчман (Jamie Churchman), Ричард Вриленд (Richard Vreeland), Роберт и Питер Карри (Robert and Peter Curry)

Для создания прототипа братья выбрали игровой движок Unity, так как в его состав входил Unity Web Player, который дал возможность выпустить версию для браузеров. Они посчитали это важным для конкурса Ludum Dare, а также потому, что, по замыслу создателей, веб-игра будет более доступной для игроков в онлайне, нежели запускаемое приложение на компьютере. Игра была двумерной, и для неё был задействован Unity-фреймворк Futile для рендеринга и библиотека CSteamworks.NET для интеграции с Steamworks API. Работы над игрой продолжились после мероприятия. Для работы со звуком был взят Unity-плагин G-Audio, так как только этот инструмент среди найденных предоставлял необходимые возможности.
Версия для браузеров была выпущена как свободно распространяемая, что расширило аудиторию игроков. Данную версию решили оставить в свободном доступе до выхода коммерческой. Первая играбельная альфа-версия Mini Metro вышла в сентябре 2013 года. Для неё братья создали веб-сайт, на котором посетители могли быстро и интуитивно начать строить свою сеть метро. Впоследствии приобретённая за счёт этого популярность сыграла положительную роль, когда Mini Metro была представлена на Steam Greenlight. По мнению разработчиков, выбор в пользу веб-версии был настолько важным, что без этого Dinosaur Polo Club вряд ли выжила бы как студия.
Братья планировали выпустить финальную версию игры на рождественские праздники 2013 года, но, несмотря на принятые ими в игре ограничения, разработка заняла больше времени, чем ожидалось. До марта 2014 года разработчики занимались игрой в свободное время. Только когда супруга Питера смогла взять на себя постоянную заботу о детях, Питер полностью переключился на работу над Mini Metro с намерением выпустить её в апреле или мае того же года. Это способствовало разработке игры, но было решено перепроектировать с нуля весь графический интерфейс, игровой баланс оказался сложнее, чем предполагалось, а кроме того, возникли проблемы планирования разработки звукового оформления. Изначально Mini Metro создавалась для мобильных платформ, и много времени ушло на решение вопросов производительности и проработки интерфейса. Далее разработчики переключили своё внимание на версию для PC для того, чтобы выпустить свою игру в раннем доступе. Все эти обстоятельства привели к задержке выхода Mini Metro — она вышла в раннем доступе сервиса Steam 11 августа 2014 года. Вырученные средства от продаж в раннем доступе помогли Питеру продолжить работу над игрой на постоянной основе, а в дальнейшем дали возможность Роберту уйти со своей работы, и в ноябре он полностью переключился на Mini Metro. Впоследствии Питер говорил, что если бы не выход в раннем доступе, им бы вряд ли удалось завершить разработку игры.
Выпуск игры для персональных компьютеров повлиял на разрабатываемые версии для мобильных платформ. В качестве одной из схем монетизации рассматривалась модель free-to-play, и обсуждение возможности её использования шло несколько месяцев. Однако в конце концов от этой модели отказались, так как для неё необходимо было значительно доработать существующую версию, пришлось бы вводить игровую валюту, систему достижений и другие необходимые для free-to-play элементы. Кроме того, её применение (запуск рекламы) противоречило философии Mini Metro.

### Питер и Роберт Карри
В начале работ над Mini Metro Питер и Роберт по-разному относились к этому проекту. Роберт в то время напряжённо работал над программным обеспечением для банков и не собирался менять сферу деятельности. Создание первого прототипа для конкурса было для него интересным занятием в компании с братом, а после успеха в конкурсе Роберт рассматривал это как возможность «заработать карманных денег и на iPad». Питер же решил, что его интересует карьера независимого разработчика компьютерных игр. Эта разница в подходах дала себя знать в начале работы над Mini Metro, когда после нескольких месяцев из-за различного объёма вклада в проект братья решили, что будет справедливее разделить доли потенциальной прибыли в другой пропорции. Положение усугубилось после успешного старта в Steam и подключения к проекту Джейми Черчмана, который занялся полным перепроектированием пользовательского интерфейса. Разработчики поняли, что на Mini Metro стоит тратить своё время, но в то же время у Роберта хорошо шли дела на основной работе. Питер несколько раз встречался с ним, обсуждая потенциал Mini Metro и условия работы, что эмоционально истощило Роберта и на некоторое время вызвало у него депрессию. Питер уговорил брата поработать над Mini Metro во время его длительного отпуска, в течение которого тот уделил игре полноценных шесть недель. Впоследствии, несмотря на то, что Роберту нравилось работать в банковской сфере и он планировал в неё вернуться, он стал полноценным членом Dinosaur Polo Club.
Питер оценил успех в конкурсе как последнюю возможность сделать карьеру независимого разработчика компьютерных игр. Однако к этому времени у него был ребёнок, а в первое утро конкурса супруга сообщила, что у них ожидается второй. В этой ситуации Питер решил, что игру нужно выпустить в течение 9 месяцев. Несмотря на то, что ему нужно было присматривать за первым ребёнком, эти месяцы после конкурса стали самыми продуктивными в карьере Питера как разработчика программного обеспечения. Поскольку Питер хотел выпустить Mini Metro и стать независимым разработчиком игр, он верил, что Роберт хочет того же, и прошло более года, прежде чем он понял позицию брата, которая отличалась от его собственной.
Оглядываясь назад, Питер отметил, что одной из проблем при создании игры являлись организационные вопросы — идеи братьев-разработчиков были расплывчатыми, и при этом отсутствовал какой-либо формализованный план. Обычной была ситуация, когда после слов «а что если …» начиналась работа непредсказуемого масштаба. В результате, по признанию разработчиков, они в течение года работали в таком режиме, что говорили всем о выходе игры через 2—3 месяца, чем обескураживали не только сообщество игроков, но и самих себя. Ещё одной проблемой Питер назвал отсутствие продюсера, так как они делали множество вещей, впоследствии оказавшихся бесполезными, в том числе использование Unity не как полноценного игрового движка, а как кроссплатформенной среды на языке программирования C#. К ошибкам отнесены не только минимальное использование Unity Asset Store, но и попытки замены базовой функциональности Unity на собственные плагины. Всё это приводило к растягиванию времени разработки.
Разработчики быстро перестали обращать внимание на предложения издателей, которых они получили четыре ещё в начале работы над Mini Metro. Сначала братья посчитали, что их знаний и умений хватит для завершения игры. В дальнейшем опыт общения с издателями оказался негативным: обсуждения долей прибыли, контракты, переговоры — всё это отбило желание взаимодействовать с бизнесом. Помимо этого, встречи с издателями требовали много времени, которое они могли более продуктивно потратить на разработку. Ещё одной причиной стало желание оставить за собой свободу изменения Mini Metro в будущем. Впоследствии Питер отметил, что отсутствие интереса к бизнесу привело в свою очередь к недостаточно активным поискам новых возможностей Mini Metro в частности и студии Dinosaur Polo Club в целом, что имело свои негативные последствия.
Ядро игровой механики было сформировано в Mind the Gap, и оно осталось таким же во время работы над Mini Metro — это было соединение линиями станций метрополитена. Изменениям подверглись другие части игры — появление станций, удаление и преобразование маршрутов. В этом отношении Mini Metro во многом была похожа на оригинал. Во время разработки были попытки добавить новые подсистемы, но они не увенчались успехом, и основная механика вернулась к рисованию линий. Изначально разработчики сделали карты трёх городов (Лондон, Нью-Йорк и Париж), выбор которых для них был очевиден, а затем начали ориентироваться на пожелания игроков через форум, и список городов быстро стал расти. Разработчики решили как минимум выделить характерные и особенные метро мира, отчего появились китайский и немецкий города. Поскольку разработчики были из Новой Зеландии, в игру был включён новозеландский город Окленд, несмотря на то, что в действительности в нём нет метро.
На новозеландской конференции разработчиков компьютерных игр в 2015 году Питер сделал доклад, в котором описал их опыт раннего доступа. По его мнению, такие игры должны демонстрировать вертикальный разрез игрового процесса, иметь короткие игровые сессии, не иметь сюжета, использовать процедурную генерацию и сегментировать игровой контент (в Mini Metro это разделение по городам). Эти элементы использовались в Mini Metro, которая была спроектирована на повышение реиграбельности, а сюжет игры не мог быть раскрыт для тех, кто покупает игру и собирается играть в финальную версию. Выход в раннем доступе оказался естественным шагом, следующим после публикации альфа-версии. К этому времени сформировалось сообщество игроков, и для них разработчики выпускали регулярные обновления, получая обратную связь.
Во время проектирования разработчики быстро переключились со станций и линий метро на абстрактные понятия узлов и рёбер, так как реализация других свойств транспортной системы оказывалась слишком сложной. В то же время многие игроки сообщали братьям, что Mini Metro дала им представление о том, как сложно организовывать большие системы общественного транспорта. Другие игроки писали, что в следующий раз, когда в реальной жизни их поезд будет опаздывать, они отнесутся к этому с пониманием и без злости.
Много времени ушло на то, чтобы понять, чем именно игра Mini Metro «цепляет» потенциальных игроков и завоёвывает у них успех. Одним из факторов, которые были выделены как ключевые, был «интуитивно понятный концепт» (англ. relatable concept) — любой человек с опытом использования схем общественного транспорта поймёт, о чём эта игра, с одного взгляда на скриншот. Таким образом, не нужно было объяснять людям идею игры, сравнивая её с играми других жанров, и интуитивность концепта снижала риск того, что после более близкого знакомства игра человеку не понравится. Поэтому Mini Metro в маркетинге не ориентировалась на традиционное игровое сообщество, а продавала «повседневный концепт» из реального мира, который с самого начала привлекал внимание только тех, кого подобные вещи интересуют в реальности. Как следствие, игра получила низкий процент возврата, очень высокие оценки игроков и лишь незначительное количество жалоб.

### Джейми Черчман

59-я страница документа New York City Transit Authority Graphics Standards Manual с характерными чертами дизайна, на основании которого разрабатывалось графическое оформление Mini Metro

Питер и Роберт Карри изначально пытались обойтись без художника. За основу для графического решения игры ими были взяты схемы метро Лондона и Нью-Йорка, но работы в этом направлении продвигались медленно и сложно. После того как игра вышла в Steam Greenlight, братья отказались от самолюбивых планов и решили, что им нужен визуальный дизайнер. Питер связался с их бывшим коллегой в Sidhe Джейми Черчманом и предложил поработать над Mini Metro.
Джейми сначала посчитал, что он справится за две недели, но на работу ушло около двух лет. Кроме визуального оформления, Джейми внёс вклад и в качестве геймдизайнера. Его фронт работ охватил каждый визуальный элемент игры, и Джейми провёл полное перепроектирование интерфейса Mini Metro. Так, к его вкладу относится «полёт» во время перемещения по разным меню, улучшения в руководстве, работы над всеми материалами маркетинга — иконки, трейлеры, фоновые псевдотрёхмерные изображения и прочее. За всё время работы им было создано 4678 изображений, 112 видеороликов и 12 гигабайт других материалов. После работы Джейми визуальное оформление изменилось в сторону MTA Arts & Design, а сам художник больше всего ориентировался на руководство по графическому оформлению транспортной системы Нью-Йорка; в качестве ещё одного источника вдохновения Джейми называет дизайнера Гарри Бека, который разработал карту лондонского метро в 1931 году.
Проектируя и совершенствуя интерфейс, Джейми значительное время уделил его тестированию, в том числе и наблюдениям за поведением разных игроков. Во время разработки использовалось несколько принципов. Так, игровой мир и интерфейс финальной версии построены таким образом, что в любой момент игроку добавляется только один новый элемент, требующий внимания, — появляются новые станции, постепенно увеличивается масштаб карты, добавляются элементы меню. Подобный контроль за событиями игрового мира позволяет вовлекать игрока в происходящее и вводить всё более сложные элементы. Ещё одним принципом стал отказ от необходимости объяснять всё, так как, во-первых, необязательно знать всё, чтобы играть, а во-вторых, это даёт игроку возможность самому открыть что-то новое в игре. Третьим принципом стало устранение текста из Mini Metro. По замыслу разработчиков, это должно мотивировать игроков понимать визуальный язык и изучать игровой мир. Джейми указал на то, что любой текст или голос отвлекает от самой игры, что ухудшает игровой процесс. Объясняя основной режим, геймдизайнер сообщил, что игра не наказывает игрока и даёт ему свободно экспериментировать, так же, как это происходит при игре в детскую железную дорогу. Создатели Mini Metro старались упростить правила взаимодействия с игрой — изначально они были более сложны и вызывали недовольство многих пользователей. Для решения проблемы разработчики зачастую останавливали работу над интерфейсом и изменяли игровые механики так, чтобы упростить взаимодействие с игроком. В то же время Mini Metro построена так, чтобы объяснять происходящее в текущем фокусе внимания игрока.
Создавая таблицы рекордов, разработчики постарались сделать так, чтобы они как можно меньше бросались в глаза, чтобы игрока не демотивировали его низкие результаты по сравнению с лидерами. Для этого сначала доступ к таблицам вывели в отдельный пункт меню, а в дальнейшем сделали ещё менее заметным — в виде иконки. В дальнейшем вместо глобальных рекордов интерфейс стал делать акцент на признании личных успехов игрока. Помимо этого, разработчики убрали из игры всевозможные «мета-структуры» — достижения, «валюты», разблокировка нового и тому подобное — в игре осталась только последовательность городов, которые нужно было проходить один за другим. Разрабатывая навигацию перехода между различными меню, Джейми использовал принцип непрерывности, исключающий резкую смену изображения. Подобные плавные техники использовались и в игре — характерным примером является плавное выделение и изменение фокуса при переполнении станции и проигрыше.

### Ричард Вриленд
Питер и Роберт Карри изначально рассматривали необходимость звукового оформления. Несмотря на отсутствие знаний и навыков в этой области, они пришли к решению, что игре должны хорошо подойти процедурно-генерируемые композиции, зависящие от событий, происходящих в игре. Этот путь оказался сложным в том смысле, что существует не так много людей, заинтересованных в таком способе подачи звука, а ещё меньше среди них тех, кто имеет опыт подобных разработок. После знакомства с библиотекой генерации музыки January американского композитора Ричарда Вриленда братья решили с ним связаться. Он был первым, к кому они обратились, и не только ответил, но и проявил живой интерес к участию в создании игры.
Для Mini Metro Ричард разработал процедурную аудиосистему, генерирующую звуки на основе событий в игре. В своей работе Ричард ставил задачу не только давать звуковое отражение игровых событий, но и сделать звуковое сопровождение частью игрового процесса. Прежде всего звуки должны были обеспечить игроку большее погружение. Поиграв в Mini Metro, Ричард пришёл к намерению сделать музыку минималистичной. При этом перед разрабатываемой системой была поставлена задача сбалансировать стресс игрока, так как манера игры в Mini Metro медитативная, и при этом растёт напряжение при переполнении станций. Каждый уровень игры использует свой набор ритмов и звуков, а их гармоническая структура изменяется в зависимости от размера и формы игровых объектов метро. В ходе игры в зависимости от происходящего и действий игрока система выбирает из этого набора ноты и гармоники, при этом каждая из линий метрополитена имеет свой ритм, а на некоторых уровнях музыка изменяется в зависимости от текущей игровой недели. Во время создания музыки одной из идей было привязать звуки не только к движению поездов, но и эмоционально ко дню недели — например, передавать настроение пятничных вечеринок. Это нашло своё воплощение в ранних прототипах и дало направление дальнейшей работе.
При создании звукового оформления композитор вдохновлялся минимализмом работ Филиппа Гласса и Стива Райха. Эмоциональное состояние Ричард связывает с музыкой Nintendo Wii и работами, похожими на Dots кинорежиссёра-мультипликатора Нормана Макларена.
Изначально был выбран Unity-плагин G-Audio. Поскольку он не был спроектирован специально для игр, Ричард пробовал реализовать задуманное с помощью других средств, в частности, посредством библиотеки FMOD, но эти попытки оказались неудачны. Бо́льшая часть тональных звуков была создана программным синтезатором Serum (библиотека, разработанная американским инженером Стивом Дуда), звуки в пользовательском интерфейсе обрабатывались инструментом S-Layer, позволяющим создавать «случайное» звуковое окружение. Звуки, издаваемые пассажирами, основаны в основном на сэмплах человеческих голосов и звуков старой драм-машины, значительная часть тональной обработки производилась с помощью Battery. Во время работы над аудиосистемой Ричард заметил, что в игре пассажиры имеют особенность «кучковаться» на станциях, а также то, что в игре моделируются часы пиковых нагрузок. Ричард предложил Питеру синхронизировать музыку в игре с подобными событиями, что тот счёл удачной идеей. К тому же ещё до Mini Metro Ричард разработал программный модуль под названием Arpeggio, который позволял реализовывать подобный подход. Таким образом, разработчики связали ритмы посадки и высадки пассажиров со звуковым сопровождением.
Mini Metro имеет ряд внутренних, заложенных в игре ограничений: на линии не больше 4 поездов, у каждого поезда не может быть более 4 вагонов, в городе не более 7 веток метрополитена и так далее. Данные ограничения помогли спроектировать звуковую систему для Mini Metro. В то же время получаемое звуковое сопровождение отличалось в зависимости от особенностей того или иного города. Так, в Берлине круглые и квадратные пассажиры появляются на станциях каждый круглый час (например, в 7:00), треугольные со смещением в полчаса (7:30), а остальные на четверть часа позже или раньше. Если же появится более 7 пассажиров, то игрок услышит звуки только для первых семи, нотами длительностью в 1/16. Дизайнеры также привязали музыкальное сопровождение к скорости игрового времени — чем медленней течёт игровое время, тем дольше длятся ноты. Когда игра ставится на паузу, остаётся только самый общий музыкальный фон. Игра использует общую звуковую схему для всех городов, но некоторые из них имеют свои особенности. Например, для скоростных поездов в Осаке разработан отдельный звук двигателя, для Санкт-Петербурга и Нью-Йорка задействованы ритмы свинга, в Берлине для передачи атмосферы используется барабан, Париж стал ритмичным городом, использующим квинтоли и секстоли (англ. quintuplet, septuplet).

### Выпуск
| Системные требования | Системные требования                                              | Системные требования                                              |
| -------------------- | ----------------------------------------------------------------- | ----------------------------------------------------------------- |
|                      | Минимальные                                                       | Рекомендуемые                                                     |
| Wintel               |                                                                   |                                                                   |
| ОС                   | Windows XP, Windows Vista, Windows 7, Windows 8 или более поздняя | Windows XP, Windows Vista, Windows 7, Windows 8 или более поздняя |
| ЦПУ                  | 2 ГГц                                                             | 2 ГГц                                                             |
| Объём ОЗУ            | 1 ГБ                                                              | 1 ГБ                                                              |
| Место на диске       | 300 МБ                                                            | 300 МБ                                                            |
| Видеокарта           | Shader Model 2.0                                                  | Shader Model 2.0                                                  |
| Устройства ввода     | компьютерная клавиатура и мышь                                    | компьютерная клавиатура и мышь                                    |
| Apple Mac            |                                                                   |                                                                   |
| ОС                   | OS X 10.7 Lion (10.7)                                             | OS X 10.7 Lion (10.7)                                             |
| ЦПУ                  | 2 ГГц                                                             | 2 ГГц                                                             |
| Объём ОЗУ            | 1 ГБ                                                              | 1 ГБ                                                              |
| Место на диске       | 300 МБ                                                            | 300 МБ                                                            |
| Видеокарта           | Shader Model 2.0                                                  | Shader Model 2.0                                                  |
| Устройства ввода     | компьютерная клавиатура и мышь                                    | компьютерная клавиатура и мышь                                    |
| Linux                |                                                                   |                                                                   |
| ОС                   | Ubuntu 12.04 или выше                                             | Ubuntu 12.04 или выше                                             |
| Объём ОЗУ            | 1 ГБ                                                              | 1 ГБ                                                              |
| Место на диске       | 300 МБ                                                            | 300 МБ                                                            |
| Видеокарта           | Shader Model 2.0                                                  | Shader Model 2.0                                                  |
| Устройства ввода     | компьютерная клавиатура и мышь                                    | компьютерная клавиатура и мышь                                    |

Выпуск Mini Metro состоялся 6 ноября 2015 года для компьютеров платформ Linux, OS X и Windows. Dinosaur Polo Club сотрудничала с Playism и Plug in Digital с целью распространения игры средствами цифровой дистрибуции, а с Koch Media для продаж в розничных магазинах Европы. Версии для Android (изданная Playdigious) и iOS стали доступны 18 октября 2016 года.
На Game Developers Conference 2017 разработчики сообщили, что объём продаж Mini Metro составил 800 тысяч копий на всех платформах, что в грубом приближении принесло создателям около 3 млн долларов.
В конце 2017 года выпуск игры для платформы Nintendo Switch был анонсирован на начало 2018 года. Данная версия была портирована и издана Radial Games, выпуск состоялся 30 августа 2018 года.

## Оценки
| Сводный рейтинг                               | Сводный рейтинг           | Сводный рейтинг           | Сводный рейтинг           |
| Издание                                       | Оценка                    | Оценка                    | Оценка                    |
| Издание                                       | Android                   | iOS                       | PC                        |
| --------------------------------------------- | ------------------------- | ------------------------- | ------------------------- |
| Metacritic                                    |                           | 86/100                    | 77/100                    |
| Иноязычные издания                            |                           |                           |                           |
| Издание                                       | Оценка                    | Оценка                    | Оценка                    |
| Издание                                       | Android                   | iOS                       | PC                        |
| GamesTM                                       |                           |                           | 7/10                      |
| Gamezebo                                      | [ 17 ]                    | [ 17 ]                    |                           |
| Kill Screen                                   |                           |                           | 83/100                    |
| Pocket Gamer                                  |                           | 8/10                      |                           |
| Touch Arcade                                  |                           | [ 19 ]                    |                           |
| AppAdvice                                     |                           | 9/10                      |                           |
| Pocket Tactics                                |                           | [ 36 ]                    |                           |
| 148Apps                                       |                           | [ 7 ]                     |                           |
| Games.cz                                      |                           |                           | 8/10                      |
| Everyeye.it                                   |                           |                           | 8/10                      |
| The Guardian                                  | [ 37 ]                    | [ 37 ]                    |                           |
| Digitally Downloaded                          |                           |                           | [ 15 ]                    |
| Награды                                       |                           |                           |                           |
| Издание                                       | Награда                   | Награда                   | Награда                   |
| Independent Games Festival                    | Совершенство в аудио      | Совершенство в аудио      | Совершенство в аудио      |
| Премия Британской Академии в области видеоигр | Дебютная игра (номинация) | Дебютная игра (номинация) | Дебютная игра (номинация) |
| Game Developers Choice Awards                 | Лучший дебют              | Лучший дебют              | Лучший дебют              |
| «Спутник»                                     | Мобильная игра            | Мобильная игра            | Мобильная игра            |

### Ранний доступ
Игровая пресса заметила Mini Metro до её официального выпуска. Критики обратили внимание на простоту и цельность игровой механики, а также на изящество игры и проработанность интерфейса. Так, после выхода игры в раннем доступе обозреватель Rock, Paper, Shotgun в августе 2014 года отметил, что она привлекает тем, что сухая концепция превращена в «завораживающее задание на логику и чувство прекрасного». Помимо этого, было замечено, что катастрофа в игре на каком-то этапе прохождения неизбежна, но высоко оценена эстетическая сторона погружения Mini Metro в хаос; критик добавил, что игра остаётся элегантной даже в момент краха. Журналист одобрил подход разработчиков в их модели раннего доступа: было предоставлено только несколько городов и дано обещание расширить список; на основании имеющегося материала он сделал вывод, что стратегия игры продумана умно и ясно, что позволит при выпуске полной версии избежать загромождения излишними деталями, которые нарушили бы её привлекательный минимализм. В октябре вышла рецензия на сайте Technology Tell, где самым ярким качеством Mini Metro названо то, что игра «успокаивающая». В этой публикации критик обратила внимание на эстетику игры и лёгкость интерфейса и выразила надежду, что разработчики в последующем усложнят задачи и сделают более долгим игровой процесс.

### После выпуска
Mini Metro получила в целом благоприятные оценки от критиков, согласно обзору сайта Metacritic. Хорошие оценки были выставлены журналистами за простоту игры, её изящество, эстетичность и интуитивность дизайна. Положительные отзывы получили интерактивное звуковое сопровождение, игровой баланс и симуляция. Некоторые замечания прозвучали по руководству игры и по управлению у версий для мобильных устройств.
Изначально игра вышла для персональных компьютеров, и обозреватели отметили, что Mini Metro имеет потенциал для успеха на мобильных платформах. Так, журналист Everyeye.it в своём обзоре сообщил, что для него не станет сюрпризом выпуск в ближайшем будущем Mini Metro на смартфонах и планшетах. Критик Digitally Downloaded дал понять, что хотел бы увидеть Mini Metro на iPad, 3DS или Vita, а в GamesTM удивились, что игра не была выпущена для смартфонов, так как, по их мнению, простота интерфейса должна подойти для устройств iOS, и игрокам будет приятно провести в игре десять минут.
Большинство критиков оставили хорошие отзывы по проработанности интерфейса и дизайну игры. Так, по словам автора обзора IndieGames.com, она почувствовала, что Mini Metro способствует релаксации и имеет интуитивно понятный интерфейс. В публикации GamesTM сказано, что Mini Metro — «самая отшлифованная и приятная для глаз игра на железнодорожную тему», в которой простоту идеи компенсирует идеальная реализация. Журналист Kill Screen заметил, что экономичность и интерактивная эстетика Mini Metro обеспечивают медитативные впечатления, которых нет ни в одной из существующих игр с симуляцией транспортной системы. О простоте, красоте, спокойном ощущении от игры и медленном темпе говорили в статье 148Apps. Успешность дизайна обозреватель Everyeye.it объяснил в том числе выбором разработчиками геометрических фигур, что сняло необходимость заполнять экран окнами и числами. Другое объяснение прозвучало в публикации Gamezebo: прямое соответствие между формой пассажиров и станции назначения помогла избежать превращения игры в «транспортный кошмар» при возрастании сложности. Высоко оценили простоту и совершенство исполнения, игровой баланс, эстетику в обзорах Pocket Tactics и Digitally Downloaded. В последнем минимализм игры был приведён в пример и назван по-настоящему великолепным. Критик AppAdvice отметил, что эстетика и великолепный минимализм связаны с тем, что графически игра очень напоминает настоящие схемы метро с их простотой, контрастами цветов и линий и при этом сочетается с плавной анимацией.
Рецензентом IndieGames.com были замечены и оценены дополнения, появившиеся после раннего доступа, в том числе появление режима ежедневных задач и улучшения интерфейса. В публикациях GamesTM и Touch Arcade была отмечена глубина игрового процесса: его масштабируемость и постепенное погружение с сохранением интереса к игре. В статье портала Games.cz были отмечены хороший баланс, богатство и свобода выбора, и критик рекомендовал игру всем читателям. Журналист Everyeye.it назвал Mini Metro «подлинной жемчужиной» и похвалил игру за блестящее сочетание стратегии и симуляции в представлении задачи по проектированию транспортной системы. Игровые механики Mini Metro в обзоре Pocket Gamer описали как «по-настоящему захватывающие», отметив, что за расслабляющим и завораживающим минимализмом скрывается всё возрастающее по сложности жонглирование ресурсами. О последнем эффекте написали в Gamezebo и Touch Arcade, говоря о том, что игроку нужно переосмыслить много различных стратегий в каждом городе и к тому же приходится изобретать новые для получения более высоких результатов. То, что игра использует генерацию уровней, отметили в AppAdvice, подчеркнув, что игроку каждый раз обеспечены новые ощущения, но выразив надежду, что в игру будут добавлены новые города для того, чтобы реиграбельность была ещё выше. В Pocket Tactics посчитали, что основной вклад в реиграбельность вносят как генерируемые карты, так и погоня игрока за лидерами рейтинга, для чего необходимо задействовать как стратегическое, так и тактическое мышление. Mini Metro в издании The Guardian была описана как чрезвычайно сложный и увлекательный вызов как для детей, так и для нервных пассажиров общественного транспорта.
Обозреватели заметили особенное интерактивное звуковое сопровождение. Так, критик IndieGames.com написала, что оно кажется фоновой музыкой, и только потом игрок начинает понимать, что мелодия согласована с событиями в игре. В Everyeye.it звук был назван одним из самых успешных аспектов, отличающимся тем, что фоновая мелодия с каскадом оттенков подчёркивает каждое действие на экране. Рецензент AppAdvice высоко оценил идею динамичного звукового сопровождения, зависящего от состояния транспортной системы. Помимо этого, он отметил, что звук реалистичен и передаёт настроение общественного транспорта без необходимости погружаться в его суету.
Журналист портала Games.cz сравнил Mini Metro с Railroad Tycoon и пришёл к выводу, что эти игры совершенно не похожи, хотя обе представляют собой железнодорожные симуляторы. Критик отметил, что задачей в Mini Metro является построение эффективной транспортной сети, а не экономический менеджмент. Подобное сравнение прозвучало в обзоре Kill Screen, где была отмечена непохожесть Mini Metro на вышедшие к тому времени градостроительные симуляторы, для которых характерны распределение бюджета, контракты и тому подобные экономические компромиссы. В отличие от них, игра обладает простотой и элегантностью, в ней объединена интерактивная эстетика с реалистичной симуляцией, а интуитивно-понятные игровые события и развитие карты метро не принесены в жертву возрастающей сложности. О казуальности Mini Metro упомянули в обзорах Digitally Downloaded и Everyeye.it, в последнем из которых прозвучало сравнение с играми «Сапёр» и «Солитер». Здесь обозреватель посчитал, что новая игра может стать для них ценной альтернативой, так как она непосредственна, проста, даёт быстрые зримые результаты и может заполнить перерывы во время работы или учёбы.
Рецензент Gamezebo, оценивая версию игры для мобильных устройств, посчитал, что Mini Metro очень хорошо подходит для их сенсорного управления и в игре оно реализовано просто и интуитивно понятно. Критик Pocket Tactics посчитал управление интуитивным и эффективным, хотя и отметил, что интерфейс «капризничает» при перерисовке линий метро. В обзоре Touch Arcade была положительно оценена попытка сделать руководство по игре нетекстовым, но отмечено, что в результате пользователю может не хватить понимания самих основ игры. Отдельно обозреватели отметили многообразие системы достижений и таблицы лучших результатов, которые можно сравнивать с друзьями.

### Награды
14—18 марта 2016 года на фестивале независимых игр Independent Games Festival Mini Metro получила награду Excellence in Audio (с англ. — «Совершенство в аудио») и претендовала на призы также в номинациях Excellence in Visual Art (с англ. — «Совершенство в графике»), Excellence in Design (с англ. — «Совершенство в дизайне») и Seumas McNally Grand Prize (с англ. — «Гран-при Джеймса МакНелли»). 16 марта того же года Mini Metro удостоилась почётного упоминания в номинации Best Debut (с англ. — «Лучший дебют») на 16-м ежегодном Game Developers Choice Awards, а 7 апреля 2016 года была номинирована на награду Debut Game (с англ. — «Дебютная игра») на 12-й Премии Британской Академии в области видеоигр. Интернет-издание GameSpot включило Mini Metro в список пяти лучших мобильных игр 2016 года. В 2017 году на 21-й церемонии вручения наград премии «Спутник» Mini Metro стала лауреатом в номинации Mobile Game (с англ. — «Мобильная игра»).

### Продажи
Летом 2018 года, благодаря уязвимости в защите Steam Web API, стало известно, что точное количество пользователей сервиса Steam, которые играли в игру хотя бы один раз, составляет 547 876 человек.